# 병산사
병산사(屛山祠)는 세종특별자치시 금남면 달전리에 있다. 2014년 9월 30일 세종특별자치시의 향토문화유산 제36호로 지정되었다.

## 개요
병산사(屛山祠)는 대한제국(大韓帝國)이 끝날 무렵 활동하였던 유학자(儒學者)이자 항일의사(抗日義士)인 성기운(成璣運, 1877~1956)의 영정(影幀)을 모시는 사당(祠堂)이다.
성기운의 본관(本貫)은 창녕(昌寧)이며, 경상북도 청도(慶尙北道 淸道)에서 태어났다. 어려서부터 언행이 바르고 총명하였으며, 자라서는 학문이 깊고 곧은 성품으로 알려졌다고 한다. 1910년 8월 29일 ‘경술국치(庚戌國恥)’로 한일합병조약 제1조(대한제국 전부에 관한 일체의 통치권을 완전히 또 영구히 일제에게 넘길 것)에 따라 조선총독부(朝鮮總督府, 1910~1945)가 세워지고 대한제국국민에 대한 호적(戶籍)을 만들기 시작하였다. 이에 전국의 유생(儒生)들과 의사(義士)들이 반발하였는데 그 중 성기운은 호적은 물론 조세(租稅)와 부역(負役) 등 일제의 모든 정책을 반대하자 1912년 강제로 구속하고 10일 동안 고문하였다. 하지만 뜻을 굽히지 않고 자신을 대한 유민(大韓 流民)이라 칭하며 호통을 치고 먹고 마시기를 거부하였다. 이 일로 성기운은 일제를 배척하는 영향력이 있는 인물로 지목되어 고향인 청도에서 살지 못하고 타지(他地)를 떠돌게 되다가 충청남도 연기군 금남면 성리(현재 세종특별자치시 금남면 달전리)에 있는 성씨집성촌(成氏集姓村)으로 이주하였다. 이후 이곳에서 후학들을 가르쳤는데 성기운의 절개를 따르는 제자의 수가 800명에 이른다. 저서로는 『悳泉先生文集(덕천선생문집)』, 『悳泉集拾遺(덕천집습유)』 등이 있다.
병산사는 1972년 지역의 유림(儒林)들과 후손들이 뜻을 모아 세워지게 되었으며, 현재의 모습은 1997년에 정비한 것이다. 정면 3칸, 측면 1칸의 규모로 겹처마에 맞배지붕을 하고 있으며, 정면에 ‘屛山祠(병산사)’ 현판이 걸려있다. 외부는 삼문(三門)과 낮은 담장으로 둘러져 있는데 삼문은 정면 3칸, 측면 1칸의 솟을 문으로 가운데 문에 ‘崇義門(숭의문)’이라는 현판이 있다.